# Gabriela Acher
Gabriela Acher (Montevideo, 5 de agosto de 1944) es una actriz, guionista, humorista y escritora uruguaya, que vive desde la década de 1960 en Buenos Aires, Argentina.

## Trayectoria
Gabriela Acher nació en una familia de ascendencia judía. Inició su carrera profesional en la televisión uruguaya, en el programa cómico Telecataplúm, de 1963, junto a Berugo Carámbula, Henny Trayles, Ricardo Espalter, Enrique Almada, Raimundo Soto, Andrés Redondo y Julio Frade, entre otros. El programa se trasladó a la televisión argentina, convirtiéndose en un gran éxito y prolongándose en secuelas como Jaujarana, Hupumorpo y Comicolor.
Gabriela Acher se estableció en Buenos Aires y trabajó en televisión, cine y teatro junto a Tato Bores y Antonio Gasalla. Se hizo muy popular con personajes de su creación como «Chochi la Dicharachera» (que sólo hablaba con palabras con ch), la vedette Lorena del Valle y la Doctora Diú. En la televisión española realizó un personaje propio, «Charito Muchamarcha», en el programa de TV Un, dos, tres... responda otra vez, que, al igual que "Chochi", se caracterizaba por hablar casi exclusivamente con palabras que contenían la letra ch. Fue un personaje muy querido por el público, que apreciaba la dificultad de escribir un guion coherente con dicha restricción, aunque su paso por el programa fue más corto que el de otros humoristas debido a que solía utilizar mucha jerga argentina, la cual no siempre era entendida correctamente por el público.
Además, protagonizó espectáculos unipersonales como Memorias de una princesa judía y escribió libros como El amor en los tiempos del colesterol.

## Filmografía
- 1973: Los caballeros de la cama redonda (con Alberto Olmedo y Jorge Porcel).
- 1973: Los doctores las prefieren desnudas (con Alberto Olmedo y Jorge Porcel).
- 1982: Señora de nadie (Nobody’s Wife en EE. UU.) como Isabel.
- 1986: Soy paciente (inconclusa).
- 1989: Eterna sonrisa de New Jersey (Eversmile, New Jersey) Comedia dramática dirigida por Carlos Sorín
- 1996: Sol de otoño: Silvia. (Autumn Sun en EE. UU.)
- 1998: Cohen vs. Rosi: como Miriam Cohen.
- 2000: Esperando al Mesías: (Waiting for the Messiah en EE. UU.) como Sara.
- 2011: Mi primera boda como Raquel

## Televisión
- 1963: Telecataplúm (serie humorística): varios personajes.
- La tuerca (serie humorística): varios personajes.
- 1969: Muchacha italiana viene a casarse (telenovela): Amalia.
- 1969: Jaujarana (serie humorística): varios personajes.
- 1974-1975-1976-1977: Hupumorpo (serie humorística): varios personajes.
- 1976: Mi cuñado (serie humorística): varios personajes.
- 1976: Paulina Morales (telenovela): Diana.
- 1977: Viridiana (telenovela): Rita Balmaceda.
- 1980: Dos y Bartolo (serie humorística).
- 1979-1980-1981: Comicolor (serie humorística): varios personajes: «Chochi, la dicharachera», «Lorena del Valle», Imitaciones de Raffaella Carrá, Liza Minnelli, Mina, entre otros.
- 1986: Los Retratos de Andrés.
- 1989: "Las Comedias de Dario Vittori (Capitulo:"Me voy a casa de mi nuera")

- 1989-1990 Tato Diet (programa humorístico, con Tato Bores).
- 1991: Hagamos el humor (programa humorístico) Premio Martín Fierro 1992.
- 1991: Juana y sus hermanas (programa humorístico, de Juana Molina): varios personajes.
- 1998: Gasoleros (telenovela).

## Libros
- 1992: El príncipe azul destiñe, La Esfera de los Libros (ISBN 978-8-49-734392-3)[15]
- 1998: La guerra de los sexos, Sudamericana (ISBN 978-9-50-071490-7)[16]
- 2001: El amor en los tiempos del colesterol, texto que llevó al teatro como un espectáculo unipersonal con gran éxito durante la temporada 2001-2002, Sudamericana (ISBN 978-9-50-072145-7)[17]
- 2003: Si soy tan inteligente, ¿por qué me enamoro como una imbécil?, La Esfera de los Libros (ISBN 978-8-49-734132-5)[18]
- 2007: Algo sobre mi madre (todo sería demasiado) —parafraseando al título de la película Todo sobre mi madre—, Sudamericana (ISBN 978-9-50-072579-8)[19]
- 2016: ¿Qué hace una chica como yo en una edad como esta?, Planeta (ISBN 978-9-97-473758-7)[20]

## Espectáculos
- Modelos de mujer (autora y actriz).
- Gasalla for export
- El último de los amantes ardientes
- El amor en los tiempos del colesterol, unipersonal (autora, actriz).[21]
- Humor se escribe con Acher, unipersonal (coautora, con Betty Couceiro, y protagonista).[22]
- Memorias de una princesa judía y cobarde (monólogo del que es autora y que protagonizó, dirigida por la actriz y directora Mercedes Morán).
- Algo sobre mi madre (todo sería demasiado), unipersonal (autora, actriz, directora).

## Premios
- Premio Martín Fierro (por su labor en televisión)[23]
- Premio Estrella de Mar (por su labor en teatro)[17]
- Premio Elvira Rawson por su lucha a favor de la igualdad entre mujeres y hombres[24]